# Atletismo nos Jogos Olímpicos de Verão de 2020 - Lançamento de disco masculino
O evento do lançamento de disco masculino nos Jogos Olímpicos de Verão de 2020 ocorreu entre os dias 30 e 31 de julho de 2021 no Estádio Olímpico. Esperava-se que aproximadamente 35 atletas participassem, mas ao final competiram 32 atletas de 24 nações.
Daniel Ståhl da Suécia ganhou o ouro, com seu compatriota Simon Pettersson, a prata. Foi a primeira vitória da Suécia no evento e a primeira medalha de qualquer cor no lançamento de disco masculino do país desde 1972. Lukas Weißhaidinger conquistou a primeira Olimpíada da Áustria no disco masculino com seu bronze.

## Formato
O evento continua a usar o formato de duas fases (eliminatórias e final) introduzido em 1936. Nas eliminatórias cada competidor teve direito a três lançamentos para atingir a distância de qualificação de 66 metros; se menos de 12 atletas conseguissem, os 12 melhores (incluindo todos os empatados) avançavam.
Na final, cada atleta teve direito a três lançamentos iniciais; os oito primeiros atletas ao final da terceira rodada receberam três lançamentos adicionais para um total de seis, com o melhor a contar para o resultado final (os lançamentos da fase de qualificação não são considerados para a final).

## Calendário
Horário local (UTC +9)
| 30 de julho   | 31 de julho |
| 9:45          | 20:15       |
| ------------- | ----------- |
| Eliminatórias | Final       |

## Medalhistas
| Ouro   | SWE Daniel Ståhl        |
| Prata  | SWE Simon Pettersson    |
| Bronze | AUT Lukas Weißhaidinger |

## Recordes
Antes desta competição, os recordes mundiais, olímpicos e regionais da prova eram os seguintes:
| Tipo | Atleta            | Marca   | Local          | Data                 |
| ---- | ----------------- | ------- | -------------- | -------------------- |
|      | Jürgen Schult     | 74,08 m | Neubrandenburg | 6 de junho de 1986   |
|      | Virgilijus Alekna | 69,89 m | Atenas         | 23 de agosto de 2004 |

### Por região
| Região                             | Marca | Atleta          | Nação             |
| ---------------------------------- | ----- | --------------- | ----------------- |
| África                             | 70,32 | Frantz Kruger   | África do Sul     |
| Ásia                               | 69,32 | Ehsan Haddadi   | Irão              |
| Europa                             | 74,08 | Jürgen Schult   | Alemanha Oriental |
| América do Norte, Central e Caribe | 71,32 | Ben Plucknett   | Estados Unidos    |
| Oceania                            | 68.20 | Benn Harradine  | Austrália         |
| América do Sul                     | 70,29 | Mauricio Ortega | Colômbia          |

## Resultados

### Eliminatórias
Regra de qualificação: marca padrão de 66,00 m (Q) ou pelo menos os 12 melhores atletas (q) avançam a final.
| Pos. | Grupo | Atleta               | CON                | #1    | #2    | #3    | Marca | Notas                |
| ---- | ----- | -------------------- | ------------------ | ----- | ----- | ----- | ----- | -------------------- |
| 1    | A     | Daniel Ståhl         | SWE Suécia         | 66.12 |       |       | 66.12 | Q                    |
| 2    | A     | Andrius Gudžius      | LTU Lituânia       | 65.94 | 65.07 | x     | 65.94 | q                    |
| 3    | B     | Kristjan Čeh         | SLO Eslovênia      | 65.45 | x     | 63.34 | 65.45 | q                    |
| 4    | A     | Matthew Denny        | AUS Austrália      | 61.58 | 65.13 | 64.98 | 65.13 | q                    |
| 5    | A     | Lukas Weißhaidinger  | AUT Áustria        | x     | x     | 64.77 | 64.77 | q                    |
| 6    | A     | Mauricio Ortega      | COL Colômbia       | 61.19 | 64.49 | x     | 64.49 | q                    |
| 7    | B     | Simon Pettersson     | SWE Suécia         | 60.62 | 59.47 | 64.18 | 64.18 | q                    |
| 8    | A     | Sam Mattis           | USA Estados Unidos | 62.31 | 63.74 | 63.21 | 63.74 | q,                   |
| 9    | A     | Daniel Jasinski      | GER Alemanha       | x     | 61.35 | 63.29 | 63.29 | q                    |
| 10   | B     | Ola Stunes Isene     | NOR Noruega        | 61.59 | 61.84 | 63.26 | 63.26 | q                    |
| 11   | A     | Clemens Prüfer       | GER Alemanha       | 62.52 | 61.45 | 63.18 | 63.18 | q                    |
| 12   | B     | Chad Wright          | JAM Jamaica        | 62.93 | 60.80 | 61.37 | 62.93 | q,                   |
| 13   | B     | Fedrick Dacres       | JAM Jamaica        | 62.91 | 62.43 | x     | 62.91 |                      |
| 14   | B     | Bartłomiej Stój      | POL Polônia        | 62.84 | 61.05 | x     | 62.84 |                      |
| 15   | A     | Piotr Małachowski    | POL Polônia        | x     | 61.76 | 62.68 | 62.68 |                      |
| 16   | A     | Alin Firfirică       | ROU Romênia        | 60.42 | 61.90 | x     | 61.90 |                      |
| 17   | B     | Apostolos Parellis   | CYP Chipre         | 61.73 | 62.11 | x     | 62.11 | Recorde da temporada |
| 18   | B     | Alex Rose            | SAM Samoa          | 61.28 | 61.72 | 61.30 | 61.72 |                      |
| 19   | B     | Reginald Jagers III  | USA Estados Unidos | 59.33 | x     | 61.47 | 61.47 |                      |
| 20   | B     | Mykyta Nesterenko    | UKR Ucrânia        | 59.71 | 60.61 | 60.95 | 60.95 |                      |
| 21   | A     | Lolassonn Djouhan    | FRA França         | 60.74 | x     | 60.57 | 60.74 |                      |
| 22   | B     | David Wrobel         | GER Alemanha       | 60.38 | x     | x     | 60.38 |                      |
| 23   | B     | Mason Finley         | USA Estados Unidos | x     | x     | 60.34 | 60.34 |                      |
| 24   | A     | Danijel Furtula      | MNE Montenegro     | 59.65 | x     | 59.93 | 59.93 |                      |
| 25   | A     | Traves Smikle        | JAM Jamaica        | 59.04 | x     | x     | 59.04 |                      |
| 26   | A     | Ehsan Haddadi        | IRI Irã            | 58.48 | 58.98 | x     | 58.98 | Recorde da temporada |
| 27   | B     | Yauheni Bahutski     | BLR Bielorrússia   | 58.65 | x     | x     | 58.65 |                      |
| 28   | A     | Juan José Caicedo    | ECU Equador        | x     | 57.75 | x     | 57.75 |                      |
| 29   | B     | Giovanni Faloci      | ITA Itália         | x     | x     | 57.33 | 57.33 |                      |
| 30   | B     | Lois Maikel Martínez | ESP Espanha        | x     | 54.69 | x     | 54.69 |                      |
| —    | A     | Lawrence Okoye       | GBR Grã-Bretanha   | x     | x     | x     | NM    |                      |
| —    | B     | Guðni Valur Guðnason | ISL Islândia       | x     | x     | x     | NM    |                      |

### Final
A final foi disputada em 31 de julho, às 20:15 locais.
| Pos.              | Atleta              | CON                | #1    | #2    | #3    | #4    | #5    | #6    | Marca | Notas                |
| ----------------- | ------------------- | ------------------ | ----- | ----- | ----- | ----- | ----- | ----- | ----- | -------------------- |
| Medalha de ouro   | Daniel Ståhl        | SWE Suécia         | 63.72 | 68.90 | 65.16 | 66.10 | 67.03 | 64.58 | 68.90 |                      |
| Medalha de prata  | Simon Pettersson    | SWE Suécia         | 61.39 | 66.58 | x     | 66.24 | 67.39 | 65.39 | 67.39 |                      |
| Medalha de bronze | Lukas Weißhaidinger | AUT Áustria        | 62.92 | 66.65 | 67.07 | 66.86 | x     | x     | 67.07 |                      |
| 4                 | Matthew Denny       | AUS Austrália      | 65.76 | 65.56 | 65.94 | 65.00 | 66.06 | 67.02 | 67.02 | Recorde pessoal      |
| 5                 | Kristjan Čeh        | SLO Eslovênia      | x     | 62.95 | x     | 66.05 | 66.62 | 66.37 | 66.62 |                      |
| 6                 | Andrius Gudžius     | LTU Lituânia       | 64.05 | x     | 63.82 | 64.11 | 62.81 | x     | 64.11 |                      |
| 7                 | Mauricio Ortega     | COL Colômbia       | 61.06 | 63.51 | x     | 64.08 | 63.87 | x     | 64.08 |                      |
| 8                 | Sam Mattis          | USA Estados Unidos | 61.18 | 63.88 | 63.14 | x     | 62.39 | x     | 63.88 | Recorde da temporada |
| 9                 | Chad Wright         | JAM Jamaica        | 61.43 | 61.42 | 62.56 | —     | —     | —     | 62.56 |                      |
| 10                | Daniel Jasinski     | GER Alemanha       | 61.75 | 62.44 | x     | —     | —     | —     | 62.44 |                      |
| 11                | Clemens Prüfer      | GER Alemanha       | 61.75 | 60.73 | x     | —     | —     | —     | 61.75 |                      |
| 12                | Ola Stunes Isene    | NOR Noruega        | 60.95 | 61.18 | x     | —     | —     | —     | 61.18 |                      |

Legenda
| Recorde mundial      | Recorde mundial (World record)               |                       | Recorde africano                      | Recorde africano (African) |                                           | Q | Classificado por posição (Qualified) |
| Recorde olímpico     | Recorde olímpico (Olympic record)            | Recorde da América    | Recorde da América (Americas)         | q                          | Classificado por melhor tempo (Qualified) |   |                                      |
| Melhor marca do ano  | Melhor marca do ano (World leading)          | Recorde asiático      | Recorde asiático (Asian)              | DNS                        | Não largou (Did not start)                |   |                                      |
| Recorde nacional     | Recorde nacional (National record)           | Recorde europeu       | Recorde europeu (European)            | DNF                        | Não terminou (Did not finish)             |   |                                      |
| Recorde pessoal      | Recorde pessoal do atleta (Personal best)    | Recorde da Oceania    | Recorde da Oceania (Oceania)          | DSQ / DQ                   | Desclassificado (Disqualified)            |   |                                      |
| Recorde da temporada | Recorde da temporada do atleta (Season best) | Recorde sul-americano | Recorde sul-americano (South America) | NM                         | Sem marca (No mark)                       |   |                                      |